# Guillaume Marquet
Guillaume Marquet (Andrimont, 20 juni 1922 - Luik, 5 december 2010) was een Belgische atleet, die zich had toegelegd op de lange afstand. Hij nam eenmaal deel aan de Europese kampioenschappen en veroverde één Belgische titel.

## Biografie
Marquet werd in 1954 Belgisch kampioen marathon. Hij nam dat jaar deel aan de Europese kampioenschappen in Bern, waar hij twintigste werd.

### Clubs
Marquet was aangesloten bij Union Sint-Gillis.

## Belgische kampioenschappen
| Onderdeel | Jaar |
| --------- | ---- |
| marathon  | 1954 |

## Palmares

### marathon
- 1954:  BK (Heizel-Breendonk-Heizel, 35 km) – 2:03.26
- 1954: 20e EK in Bern – 2:48.47